# Trichocerca mus
Trichocerca mus är en hjuldjursart som beskrevs av Hauer 1938. Trichocerca mus ingår i släktet Trichocerca och familjen Trichocercidae. Inga underarter finns listade i Catalogue of Life.